# Субконъюнктивальное кровоизлияние

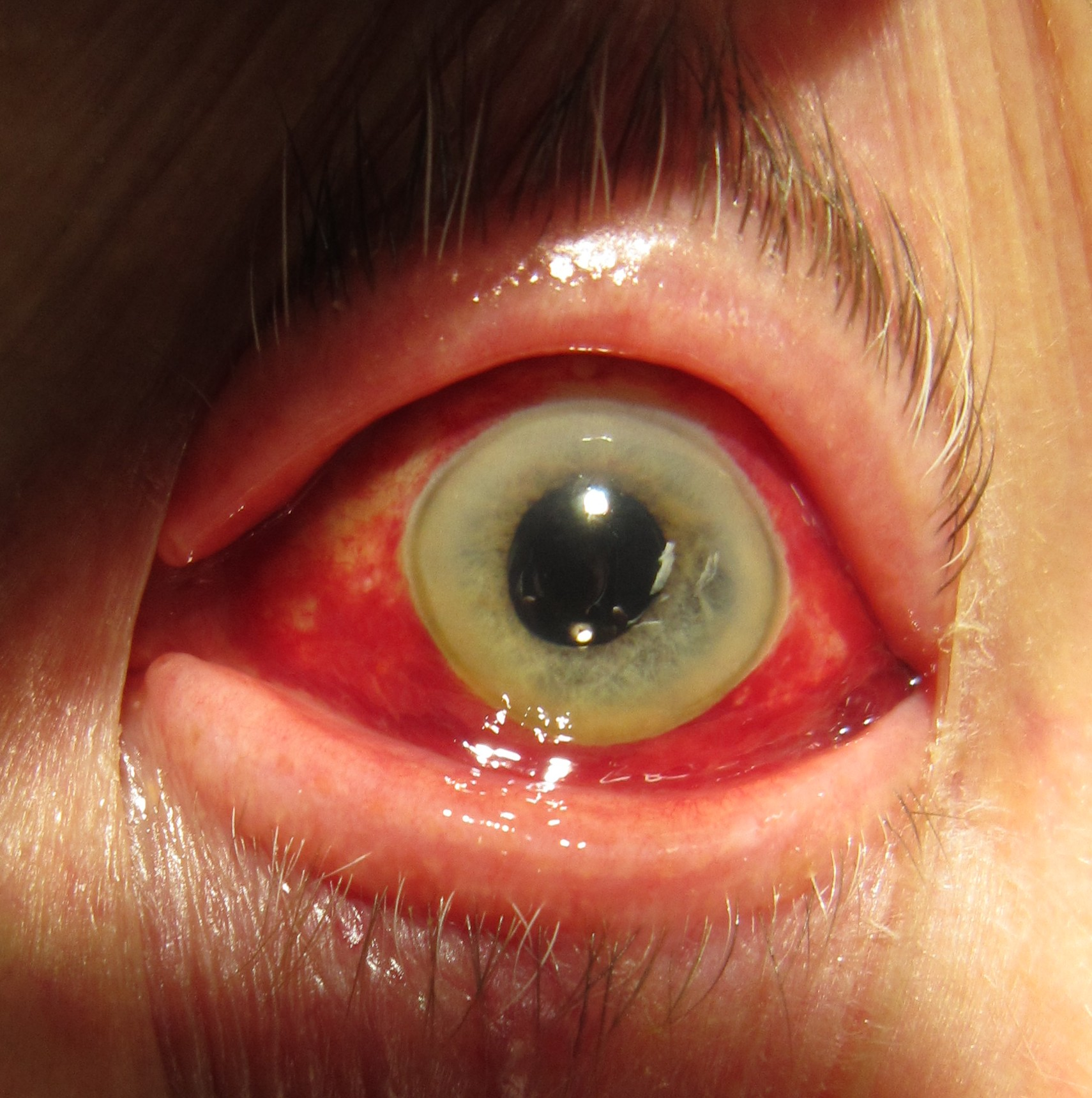
Субконъюктивальное кровоизлияние, вызвавшее красную окраску в результате разорванного сосуда глаза.

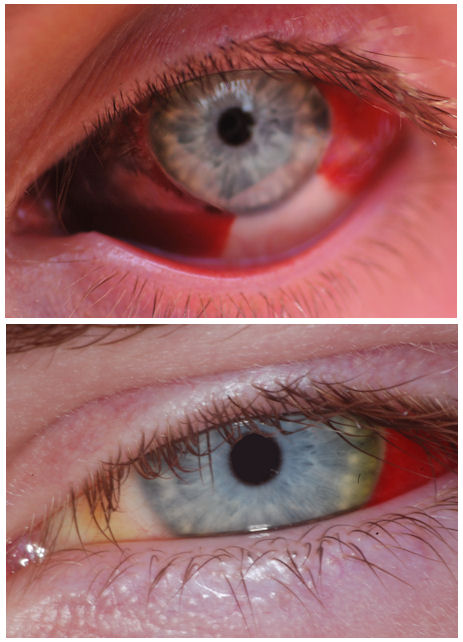
(Вверху) Вид спустя неделю после субконъьюктивального кровоизлияния в левый глаз после стресса.
(Внизу) Вид спустя четыре недели после этого. Часть крови в склере стала жёлтой, как после ушиба

Субконъюнктивальное кровоизлияние (или субконъюнктивальное кровотечение), также известное под именем гипосфагма — кровотечение под конъюнктиву. Конъюнктива содержит много мелких, хрупких кровеносных сосудов, которые легко повреждаются или ломаются. Когда это происходит, кровь просачивается в пространство между конъюнктивой и склерой.
Причиной такого кровоизлияния может быть сильный кашель или чихание, гипертония или побочный эффект при разжижении крови. Причиной также может быть подъём тяжестей, рвота, грубое протирание глаз. Кроме того, причиной может быть удушье или потуги во время запоров. Ещё к этому могут привести незначительные послеоперационные осложнения при хирургии глаза, такой как LASIK.
В то время как синяк окрашивает кожу в синий или чёрный цвет, субконъюнктивальные кровоизлияния в начале имеют ярко-красный цвет, видимый сквозь прозрачную конъюнктиву. Позже они могут распространяться и приобретать зелёную и жёлтую окраску, как синяк. Исчезают обычно в течение 3 недель.
Хотя внешний вид и кажется тревожным, в общем, субконъюнктивальное кровоизлияние — безболезненное и безвредное состояние; однако оно может быть связано с высоким кровяным давлением, глазной травмой, или переломом основания черепа, если нет видимого кровотечения в задней его части.

## Причины
- Маска для подводного плавания при не выровненном во время спуска давлении
- Глазная травма
- Врождённая или приобретённая коагулопатия
- Черепно-мозговая травма
- Коклюш или другая проблема, вызывающая чихание или кашель[1][2]
- Тяжёлая гипертензия
- LASIK
- Острый геморрагический конъюнктивит (из-за энтеровирус 70 или вируса Коксаки)
- Лептоспироз
- Увеличение венозного давления (например, сильная перегрузка , манёвр Вальсальвы, рвота, удушье, или кашель)[1][2][3]

Субконъюнктивальные кровоизлияния у младенцев могут быть связаны с цингой (дефицитом витамина C), насилием над детьми или синдромом травматической асфиксии

## Ведение
Подконъюнктивальное кровоизлияние, как правило, самоограничивающееся состояние, не требующее лечения в отсутствие инфекции или значительной травмы. Использование аспирина и НПВП, как правило, не рекомендуется. Искусственные слезы могут быть применены от 4 до 6 раз в день.

## Примечания

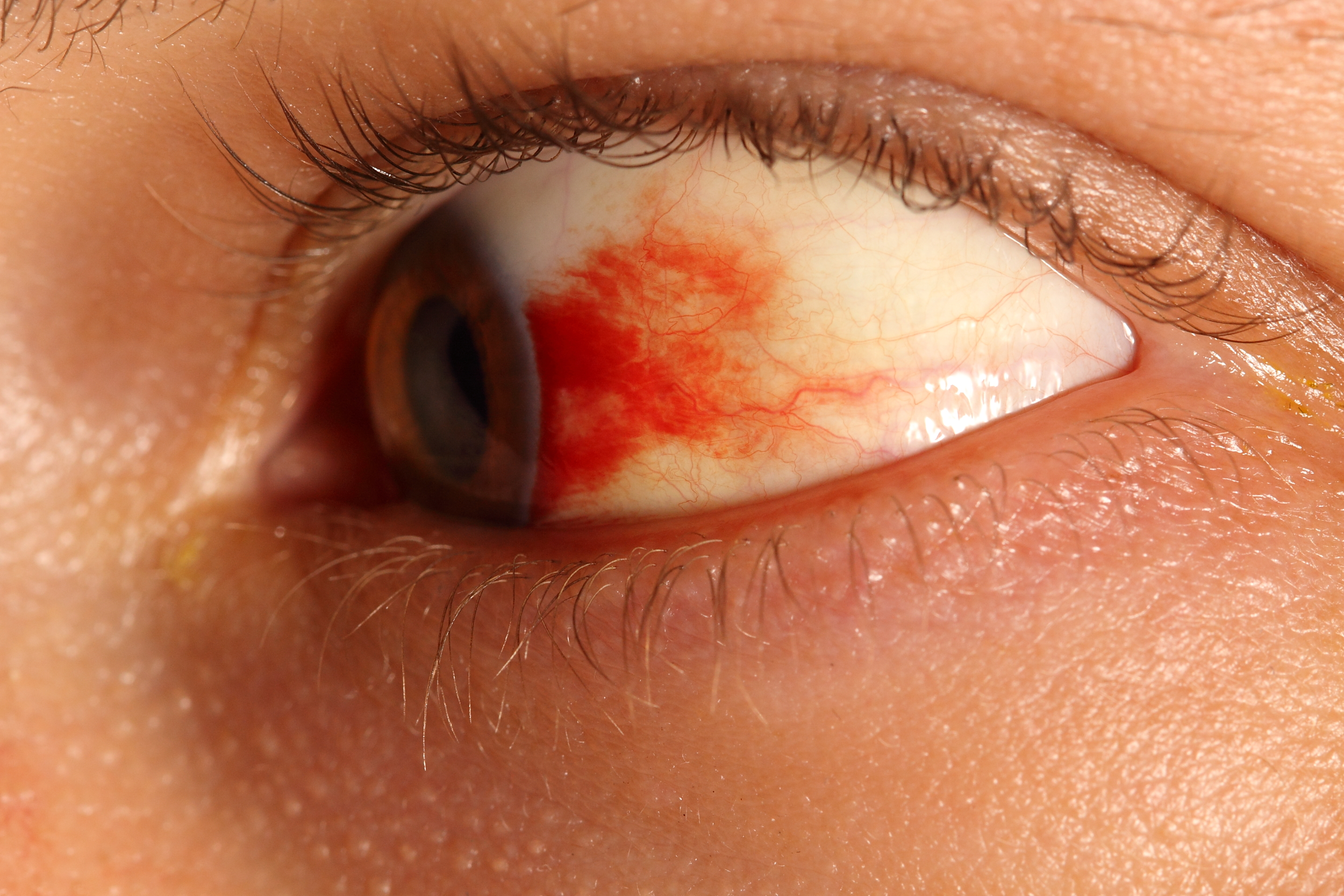
Вид глаза спустя 48 часов после субконъюктивального кровоизлияния